# Sân bay quốc tế Diêu Tường Tế Nam
Sân bay quốc tế Diêu Tường Tế Nam (giản thể: 济南遥墙国际机场; phồn thể: 濟南遙牆國際機場; bính âm: Jǐnán Yáoqiáng Guójì Jīcháng) (IATA: TNA, ICAO: ZSJN) là một sân bay ở Diêu Tường, Tế Nam, Trung Quốc.
Sân bay có cự ly 33 km về phía đông bắc thành phố Tế Nam và ngay phía bắc Diêu Tường.

## Hãng hàng không và tuyến bay

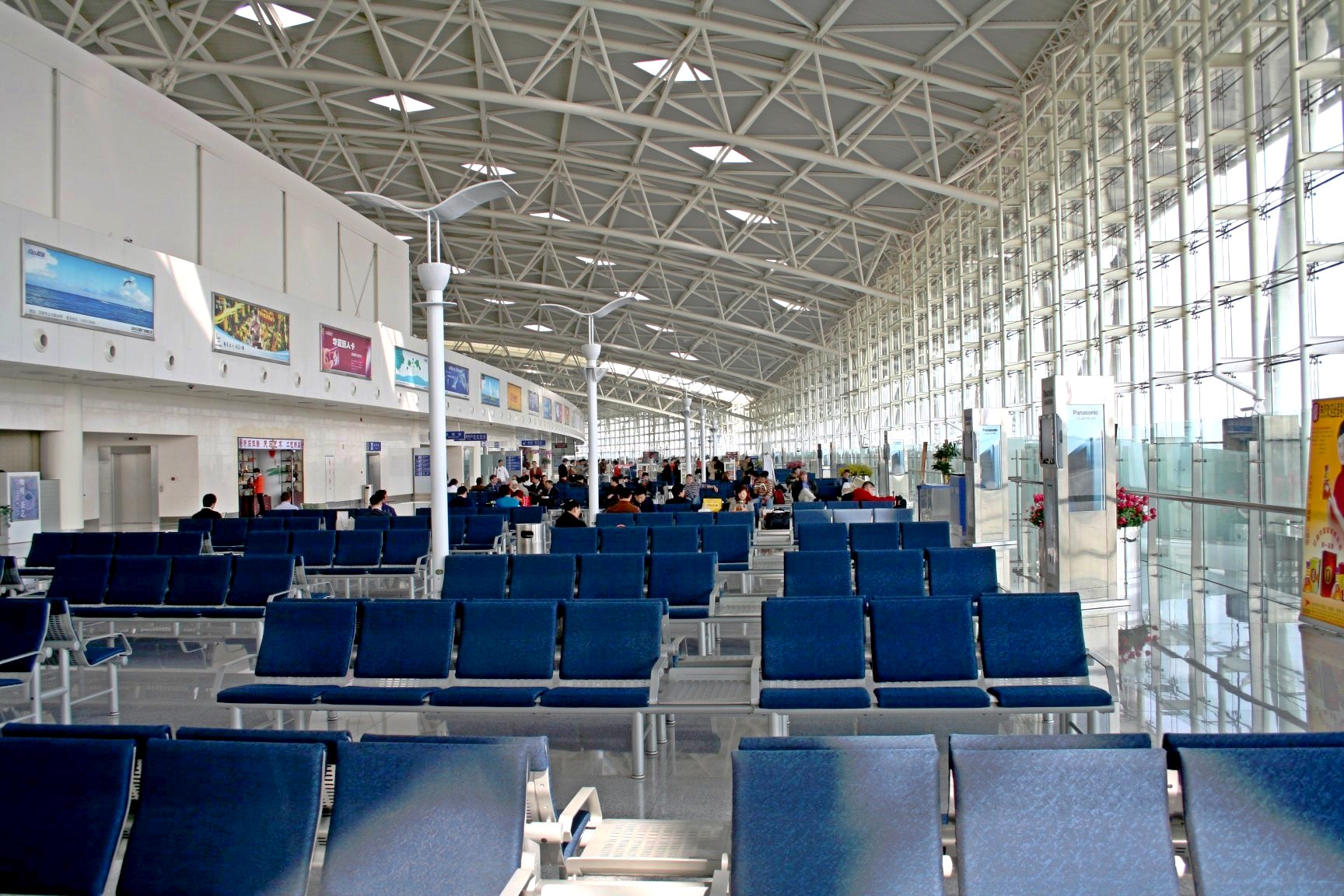
Bên trong nhà ga

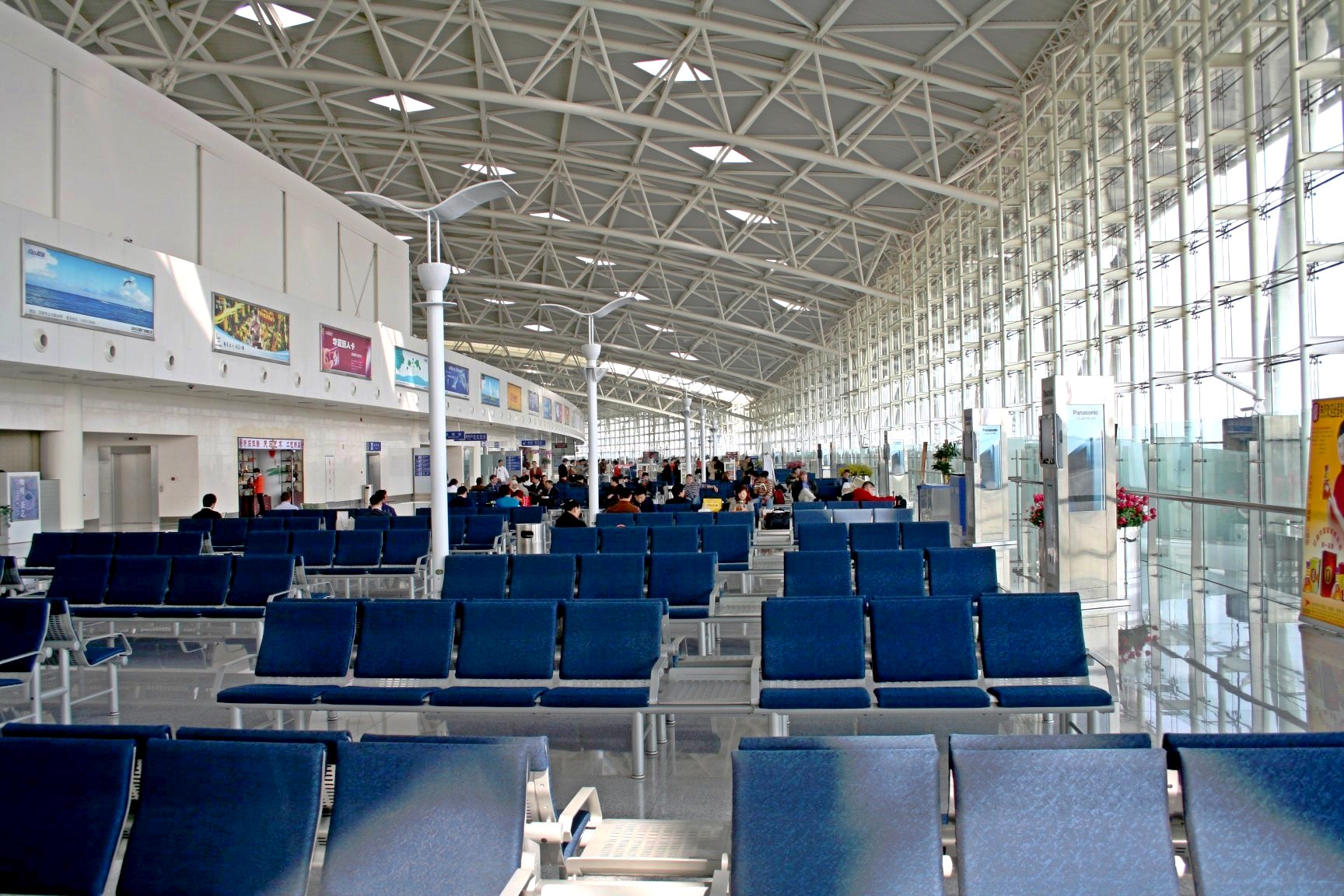
Bên trong nhà ga

| Hãng hàng không          | Các điểm đến |
| ------------------------ | --- |
| Asiana Airlines          | Seoul-Incheon |
| Air China                | Thành Đô, Thượng Hải-Phố Đông |
| Beijing Capital Airlines | Quế Lâm, Hải Khẩu, Nanchang, Osaka-Kansai, Tam Á, Shizuoka, Tây An |
| Chengdu Airlines         | Thành Đô, Thẩm Dương |
| China Eastern Airlines   | Trùng Khánh, Quảng Châu, Hong Kong, Côn Minh, Qiqihar, Thượng Hải-Hồng Kiều, Thượng Hải-Phố Đông, Hạ Môn, Tây An |
| China Southern Airlines  | Trường Xuân, Trường Sa, Thành Đô, Đại Liên, Quảng Châu, Cáp Nhĩ Tân, Lanzhou, Thẩm Dương, Thâm Quyến, Urumqi, Ôn Châu, Tây An |
| Air Koryo                | Thuê chuyến theo mùa: Pyongyang |
| EVA Air                  | Đài Bắc-Đào Viên |
| Fuzhou Airlines          | Phúc Châu |
| Hainan Airlines          | Trường Sa, Hải Khẩu, Thẩm Dương, Thâm Quyến, Urumqi |
| Korean Air               | Seoul-Incheon |
| Kunming Airlines         | Cáp Nhĩ Tân, Côn Minh, Vũ Hán |
| Lucky Air                | Thành Đô, Côn Minh |
| New Gen Airways          | Krabi |
| Shandong Airlines        | Bangkok-Suvarnabhumi, Baotou, Bắc Kinh-Thủ đô, Trường Xuân, Trường Sa, Thành Đô, Trùng Khánh, Đại Liên, Delhi, Quảng Châu, Quế Lâm, Sân bay quốc tế Long Động Bảo Quý Dương, Hải Khẩu, Hàng Châu, Cáp Nhĩ Tân, Hohhot, Kashgar, Korla, Côn Minh, Lanzhou, Nam Ninh, Osaka-Kansai, Tam Á, Seoul-Incheon, Thượng Hải-Hồng Kiều, Thẩm Dương, Thâm Quyến, Đài Bắc-Đào Viên, Taiyuan, Urumqi, Weihai, Ôn Châu, Vũ Hán, Hạ Môn, Tây An, Tây Ninh, Yên Đài, Ngân Xuyên, Trịnh Châu, Châu Hải |
| Shanghai Airlines        | Thượng Hải-Hồng Kiều |
| Shenzhen Airlines        | Đại Liên, Phúc Châu, Quảng Châu, Cáp Nhĩ Tân, Hong Kong, Nam Ninh, Thâm Quyến |
| Sichuan Airlines         | Trường Xuân, Thành Đô, Trùng Khánh, Đại Liên, Cáp Nhĩ Tân, Côn Minh, Tam Á, Tây An |
| Spring Airlines          | Bangkok-Suvarnabhumi (bắt đầu từ ngày ngày 7 tháng 7 năm 2016) |
| Thai Lion Air            | Thuê chuyến: Bangkok-Don Mueang |
| Tianjin Airlines         | Nam Ninh, Ordos, Shijiazhuang, Tongliao, Vũ Hán |
| Tigerair                 | Singapore |
| West Air                 | Trùng Khánh, Trịnh Châu |
| Xiamen Airlines          | Đại Liên, Phúc Châu, Quanzhou, Thẩm Dương, Urumqi, Vũ Hán, Hạ Môn |